# 著生捕蟲堇
著生捕蟲堇（學名：Pinguicula lithophytica）為捕蟲堇屬的食肉植物，古巴中部特有種。本種由Cristina M. Panfet-Valdés與Paul Temple於2008時發表描述。他們將本種置於輻射花冠捕蟲堇亞屬，純真捕蟲堇節，本種與傑克捕蟲堇在形態上相似。